# Extraliga (Slowakei) 2017/18
Die Saison 2017/18 war die 25. Spielzeit der höchsten slowakischen Eishockeyspielklasse, der Tipsport Liga. Wie in der Vorsaison nahmen elf Mannschaften am Spielbetrieb teil. Titelverteidiger war der HC Banska Bystrica, der seinen Titel erfolgreich verteidigte.

## Teilnehmer
Im Mai 2017 erfolgten Hausdurchsuchungen in den Geschäftsräumen des MHC Martin, wobei es um finanzielle Unregelmäßigkeiten in den Jahren 2014 und 2015 ging. Anschließend scheiterte das Lizenzierungsverfahren aufgrund von Überschuldung und die Profimannschaft des MHC wurde aufgelöst. Anschließend bewarb sich der 1.-Liga-Meister HC 07 Detva um eine Lizenz und wurde im August 2017 in die Extraliga aufgenommen.
| Klub                     | Standort          | Stadion                         | Kapazität | Gründungsjahr |
| ------------------------ | ----------------- | ------------------------------- | --------- | ------------- |
| HC 05 Banská Bystrica    | Banská Bystrica   | Zimný štadión Banská Bystrica   | 2.841     | 2005          |
| HC 07 Detva              | Detva             | Zimný štadión Detva             | 1.800     | 2007          |
| HC Košice                | Košice            | Steel Aréna                     | 8.378     | 1962          |
| HC Nové Zámky            | Nové Zámky        | Zimný štadión Nové Zámky        | 1.980     | 1965          |
| MHk 32 Liptovský Mikuláš | Liptovský Mikuláš | Zimný štadión Liptovský Mikuláš | 3.680     | 1932          |
| HK Dukla Trenčín         | Trenčín           | Pavol Demitra Ice Stadium       | 6.150     | 1962          |
| HK Nitra                 | Nitra             | Nitra Aréna                     | 3.600     | 1926          |
| HK Poprad                | Poprad            | Zimný štadión Poprad            | 4.500     | 1926          |
| HKm Zvolen               | Zvolen            | Zimný štadión Zvolen            | 5.732     | 1927          |
| MsHK DOXXbet Žilina      | Žilina            | Garmin Aréna                    | 6.200     | 1925          |
| HK Orange 20             | Bratislava        | Zimný štadión Ondreja Nepelu    | 10.115    | 2007          |

## Modus
In der Hauptrunde absolvieren jede der zehn regulären Mannschaften insgesamt 56 Spiele. Die acht bestplatzierten Mannschaften qualifizieren sich für die Playoffs, in denen der Meister ausgespielt wird. Neben den regulären Teilnehmern tritt zudem die slowakische U20-Nationalmannschaft als Gastmannschaft unter dem Namen HK Orange 20 gegen jeden Ligateilnehmer in Hin- und Rückspiel an, wobei die Partien des HK Orange 20 außer Wertung bleiben. Die beiden letztplatzierten Mannschaften der Hauptrunde müssen in der Relegation gegen den Meister der 1. Liga antreten.
Für einen Sieg nach regulärer Spielzeit erhält jede Mannschaft drei Punkte, für einen Sieg nach Overtime bzw. Shootout zwei Punkte, bei einer Niederlage nach Overtime bzw. Shootout gibt es einen Punkt und bei einer Niederlage nach der regulären Spielzeit null Punkte.

## Hauptrunde

### Tabelle
|     | Mannschaft               | Sp | S  | SNV | NNV | N  | Tore    | Pkt |
| --- | ------------------------ | -- | -- | --- | --- | -- | ------- | --- |
| 1.  | HK Nitra                 | 56 | 32 | 6   | 4   | 14 | 197:148 | 112 |
| 2.  | HKm Zvolen               | 56 | 30 | 7   | 6   | 13 | 192:150 | 110 |
| 3.  | HK Dukla Trenčín         | 56 | 32 | 5   | 3   | 16 | 157:112 | 109 |
| 4.  | HC ’05 Banská Bystrica   | 56 | 31 | 5   | 5   | 15 | 213:134 | 108 |
| 5.  | HC Kosice                | 56 | 28 | 5   | 4   | 19 | 175:143 | 98  |
| 6.  | HK Poprad                | 56 | 25 | 6   | 4   | 21 | 159:152 | 91  |
| 7.  | MsHK Žilina              | 56 | 19 | 4   | 6   | 27 | 146:164 | 71  |
| 8.  | HC Nové Zámky            | 56 | 14 | 7   | 4   | 31 | 125:185 | 60  |
| 9.  | MHk 32 Liptovský Mikuláš | 56 | 12 | 5   | 11  | 28 | 122:162 | 57  |
| 10. | HC 07 Detva              | 56 | 11 | 2   | 3   | 40 | 120:207 | 40  |
| 11. | HK Orange 20             | 20 | 3  | 1   | 3   | 13 | 038:87  | 14  |

### Beste Scorer
Quelle: eliteprospects.com; Abkürzungen:  Sp = Spiele, T = Tore, V = Assists, Pkt = Punkte, +/− = Plus/Minus, SM = Strafminuten; Fett:  Bestwert
| Spieler            | Mannschaft         | Sp | T  | V  | Pkt | +/− | SM  |
| ------------------ | ------------------ | -- | -- | -- | --- | --- | --- |
| Tim Coffman        | HKM Zvolen         | 56 | 31 | 27 | 58  | 30  | +22 |
| Michal Krištof     | HK Nitra           | 52 | 17 | 40 | 57  | 14  | +37 |
| Patrik Svitana     | HK Poprad          | 55 | 23 | 31 | 54  | 24  | +13 |
| Matej Paulovič     | HK Nitra           | 53 | 28 | 25 | 53  | 22  | +37 |
| Cason Hohmann      | HC Banska Bystrica | 51 | 15 | 32 | 47  | 18  | +29 |
| Éric Faille        | HC Banska Bystrica | 55 | 20 | 25 | 45  | 26  | +20 |
| Judd Blackwater    | HK Nitra           | 55 | 17 | 28 | 45  | 48  | +14 |
| Branko Radivojevič | HK Dukla Trencin   | 45 | 16 | 29 | 45  | 49  | +24 |
| Petr Obdrzalek     | HKM Zvolen         | 56 | 16 | 27 | 43  | 14  | +13 |
| Tomáš Surový       | HC Banska Bystrica | 48 | 13 | 29 | 42  | 30  | +9  |

### Beste Torhüter
Quelle: eurohockey.com; Abkürzungen:  Sp = Spiele, Min = Eiszeit, GT =Gegentore, GTS = Gegentorschnitt, Sv% = Fangquote; Fett:  Bestwert
| Spieler                   | Mannschaft               | Sp | Min  | GTS  | Sv%  | SO |
| ------------------------- | ------------------------ | -- | ---- | ---- | ---- | -- |
| Michal Valent             | Dukla Trencin            | 47 | 2807 | 1,95 | 93,5 | 11 |
| Jan Lukáš                 | HC 05 Banská Bystrica    | 27 | 1582 | 1,97 | 93,0 | 2  |
| Vladislav Habal           | HC Kosice                | 37 | 2110 | 2,30 | 92,9 | 1  |
| Tomas Tomek               | MsHK Garmin Zilina       | 52 | 2936 | 2,72 | 92,5 | 2  |
| Mathieu Corbeil-Theriault | HK SKP Poprad            | 35 | 2050 | 2,46 | 92,4 | 2  |
| Nathan Lawson             | HK Nitra                 | 28 | 1568 | 2,33 | 92,3 | 1  |
| Joakim Lundström          | HC Kosice                | 21 | 1146 | 2,67 | 91,9 | 1  |
| Andrej Košarišťan         | MHK 32 Liptovsky Mikulas | 49 | 2866 | 2,70 | 91,8 | 4  |
| Teemu Lassila             | HC 05 Banská Bystrica    | 32 | 1797 | 2,50 | 91,4 | 2  |
| Marek Simko               | HKm Zvolen               | 23 | 1232 | 2,68 | 91,0 | 3  |

## Play-offs
| Viertelfinale | Viertelfinale | Viertelfinale          |   |                       | Halbfinale | Halbfinale | Halbfinale |  |  | Finale | Finale | Finale |
|               |               |                        |   |                       |            |            |            |  |  |        |        |        |
| 2             | HKm Zvolen    | 4                      |   |                       |            |            |            |  |  |        |        |        |
| 7             | MsHK Žilina   | 2                      |   |                       |            |            |            |  |  |        |        |        |
| 7             | MsHK Žilina   | 2                      | 2 | HKM Zvolen            | 2          |            |            |  |  |        |        |        |
|               |               |                        | 2 | HKM Zvolen            | 2          |            |            |  |  |        |        |        |
|               | 3             | HK Dukla Trenčín       | 4 |                       |            |            |            |  |  |        |        |        |
| 3             | 3             | HK Dukla Trenčín       | 4 | HK Dukla Trenčín      | 4          |            |            |  |  |        |        |        |
| 3             |               |                        |   | HK Dukla Trenčín      | 4          |            |            |  |  |        |        |        |
| 6             | HK Poprad     | 0                      |   |                       |            |            |            |  |  |        |        |        |
| 6             | HK Poprad     | 0                      | 3 | HK Dukla Trenčín      | 3          |            |            |  |  |        |        |        |
|               |               |                        |   | HK Dukla Trenčín      | 3          |            |            |  |  |        |        |        |
|               | 4             | HC ’05 Banská Bystrica | 4 |                       |            |            |            |  |  |        |        |        |
| 1             | 4             | HC ’05 Banská Bystrica | 4 | HK Nitra              | 4          |            |            |  |  |        |        |        |
| 1             |               |                        |   | HK Nitra              | 4          |            |            |  |  |        |        |        |
| 8             | HC Nové Zámky | 0                      |   |                       |            |            |            |  |  |        |        |        |
| 8             | HC Nové Zámky | 0                      | 1 | HK Nitra              | 0          |            |            |  |  |        |        |        |
|               |               |                        | 1 | HK Nitra              | 0          |            |            |  |  |        |        |        |
|               | 4             | HC ’05 Banská Bystrica | 4 |                       |            |            |            |  |  |        |        |        |
| 4             | 4             | HC ’05 Banská Bystrica | 4 | HC 05 Banská Bystrica | 4          |            |            |  |  |        |        |        |
| 4             |               |                        |   | HC 05 Banská Bystrica | 4          |            |            |  |  |        |        |        |
| 5             | HC Košice     | 1                      |   |                       |            |            |            |  |  |        |        |        |

### Beste Scorer
Quelle: eliteprospects.com; Abkürzungen:  Sp = Spiele, T = Tore, V = Assists, Pkt = Punkte, +/− = Plus/Minus, SM = Strafminuten; Fett:  Bestwert
| Spieler            | Mannschaft         | Sp | T | V  | Pkt | +/− | SM  |
| ------------------ | ------------------ | -- | - | -- | --- | --- | --- |
| Éric Faille        | HC Banska Bystrica | 16 | 8 | 11 | 19  | 20  | +12 |
| Guillaume Asselin  | HC Banska Bystrica | 16 | 9 | 8  | 17  | 30  | +11 |
| Branko Radivojevič | HK Dukla Trencin   | 17 | 8 | 9  | 17  | 36  | +8  |
| Peter Sojcik       | HK Dukla Trencin   | 17 | 6 | 7  | 13  | 8   | +13 |
| Matej Paulovič     | HK Nitra           | 8  | 5 | 5  | 10  | 2   | 0   |
| Radek Dlouhý       | HK Dukla Trencin   | 16 | 5 | 5  | 10  | 2   | +6  |
| Pavol Skalický     | HC Banska Bystrica | 16 | 5 | 5  | 10  | 20  | +14 |

### Beste Torhüter
Quelle: eurohockey.com; Abkürzungen:  Sp = Spiele, Min = Eiszeit, GT =Gegentore, GTS = Gegentorschnitt, Sv% = Fangquote; Fett:  Bestwert
| Spieler         | Mannschaft            | Sp | Min | GTS  | Sv%  | SO |
| --------------- | --------------------- | -- | --- | ---- | ---- | -- |
| Vladislav Habal | HC Kosice             | 4  | 247 | 1,94 | 93,7 | 0  |
| Jan Lukáš       | HC 05 Banská Bystrica | 16 | 861 | 1,95 | 93,5 | 2  |
| Michal Valent   | Dukla Trencin         | 12 | 693 | 2,25 | 93,2 | 1  |
| Alexei Iwanow   | HK SKP Poprad         | 3  | 177 | 3,05 | 92,6 | 0  |
| Drew MacIntyre  | HKm Zvolen            | 12 | 730 | 2,30 | 91,6 | 0  |
| Nathan Lawson   | HK Nitra              | 8  | 479 | 2,88 | 91,3 | 0  |

### Meistermannschaft des HC 05 Banská Bystrica
| Slowakischer Meister HC 05 Banská Bystrica | Torhüter: Jan Lukáš, Teemu Lassila Abwehrspieler: Oliver Košecký, Branislav Kubka, Guillaume Gélinas, Adam Sedlák, Ján Brejčák, Ivan Ďatelinka, Nick Trecapelli, Klemen Pretnar, Vladimír Mihálik, Steven Delisle Stürmer: Pavol Skalický, Josh Brittain, Mário Lunter, Miloš Bubela, Gilbert Gabor, Matej Češík, Alex Tamáši, Éric Faille, Matej Giľák, Guillaume Asselin, Tomáš Surový, Cason Hohmann, Marek Bartánus, Patrik Lamper, Michal Kabáč, Tomáš Hrnka, Dalibor Bortňák Trainerstab: Vladimír Országh, Rastislav Paľov |

## Relegation
An der Relegation zwischen Extraliga und 1. Liga nahmen die beiden Letztplatzierten der Extraliga sowie die beiden Finalteilnehmer der 1. Liga teil. Dabei setzten sich die Extraliga-Klubs durch.
|    | Mannschaft               | Sp | S | SNV | NNV | N | Tore  | Pkt |
| -- | ------------------------ | -- | - | --- | --- | - | ----- | --- |
| 1. | MHk 32 Liptovský Mikuláš | 12 | 9 | 0   | 1   | 2 | 53:26 | 28  |
| 2. | HC 07 Detva              | 12 | 6 | 1   | 0   | 5 | 44:33 | 20  |
| 3. | HK Dukla Michalovce      | 12 | 3 | 2   | 1   | 6 | 30:47 | 14  |
| 4. | HK Skalica               | 12 | 3 | 0   | 1   | 8 | 26:47 | 10  |